# Exzellenzcluster POLiS
Der Exzellenzcluster POLiS (Post Lithium Storage) ist ein Forschungsverbund der Universität Ulm und des Karlsruher Institut für Technologie sowie der assoziierten Partner Zentrum für Sonnenenergie- und Wasserstoff-Forschung Baden-Württemberg und der Justus-Liebig-Universität Gießen, der sich mit der Erforschung von Batterien beschäftigt, die vollkommen ohne Lithium auskommen. Seit Januar 2019 wird das Cluster im Rahmen der Exzellenzstrategie des Bundes und der Länder von der Bundesregierung und der Deutschen Forschungsgemeinschaft (DFG) gefördert und läuft sieben Jahre. Im Mai 2025 wurde die Förderung für weitere sieben Jahre bis 2032 verlängert.

## Ziele
Im Zentrum des Exzellenzclusters steht die Forschung zu leistungsstarken, zuverlässigen und umweltfreundlichen Speichersystemen, die für das Gelingen der Energiewende und Fortschritte in der Elektromobilität sorgen sollen. Zentrales Ziel des Clusters ist es, ein fundamentales Verständnis der elektrochemischen Energiespeicherung in neuartigen Systemen zu erarbeiten, grundlegende Materialeigenschaften mit kritischen Leistungsparametern zu verbinden und so die Grundlagen für die praktische Nutzung von Post-Lithium-Technologien zu schaffen. Die Forschung des Clusters konzentriert sich auf die zu Lithium alternativen Ladungsträger Natrium, Magnesium und Aluminium.

## Struktur
Die Forschung ist in vier Forschungsbereiche unterteilt, die sich den fünf Schwerpunktthemen Elektrodenmaterialien, Elektrolyte, Grenzflächen, Integration & Nachhaltige Zelltechnik und Querschnittsthemen widmen. Die Bereiche sind in 16 Arbeitspaketen organisiert, die mehrere interdisziplinäre Projekte umfassen. POLiS ist in die Forschungsplattform CELEST (Center for Electrochemical Energy Storage Ulm & Karlsruhe) eingebettet. CELEST besteht aus 29 Instituten seiner Partnerinstitutionen: Karlsruher Institut für Technologie, Universität Ulm und Zentrum für Sonnenenergie- und Wasserstoff-Forschung Baden-Württemberg. Die Plattform verbindet anwendungsorientierte Grundlagenforschung mit praxisnaher Entwicklung und innovativen Produktionstechnologien.
POLiS betreibt gemeinsam mit dem Helmholtz-Institut Ulm den Podcast Geladen, in dem Patrick Rosen und Daniel Messling mit Forschenden über Elektromobilität, Energiewende und Batterieforschung sprechen.

## GraduiertenschuleElectrochemical Energy Storage (GS-EES)
Die Graduiertenschule Electrochemical Energy Storage (GS-EES) wurde 2018 von CELEST aufgebaut. Das Exzellenzcluster finanziert 60 Doktoranden in der Graduiertenschule. Die GS-EES befasst sich mit dem gesamten interdisziplinären Spektrum der elektrochemischen Energiespeicherung und -umwandlung, von der Grundlagenforschung bis zur Verarbeitung und Anwendung. Das 3-jährige Promotions-Programm bietet Studierenden neben der Möglichkeit einer Fast Track Promotion, ein Mentoren-Programm, Unterstützung bei internationalen Forschungsaufenthalten und Zugang zu einem Industrienetzwerk.